# Thomas Fischer (ski acrobatique)
Pour les articles homonymes, voir Thomas Fischer.
Thomas Fischer, né le 7 février 1986 à Bad Reichenhall (Bavière), est un skieur acrobatique allemand, qui a commencé en tant que skieur alpin.

## Biographie
Il fait ses débuts dans la Coupe du monde de ski acrobatique en fin d'année 2009, marquant ses premiers points. Il obtient deux sixièmes places comme meilleur résultat en 2011 à Innichen et en 2014 à Val Thorens. Cette année, il prend part aux Jeux olympiques de Sotchi, se classant seizième du ski cross.
Après une blessure sérieuse, il prend sa retraite sportive en 2018.
Il est le fils du biathlète à succès Fritz Fischer.

## Palmarès

### Coupe du monde
- Meilleur classement en ski cross : 21e en 2014.